# Pina Ballario
Pina Ballario (Novara, 26 gennaio 1899 – Milano, 16 maggio 1971) è stata una scrittrice italiana.

## Biografia
Pina Ballario nacque a Novara ma, a seguito dei vari spostamenti del padre direttore d'orchestra, visse l'infanzia e la giovinezza in giro per il mondo.
Si laureò in Lettere presso l'Università degli Studi di Torino.
Iniziò giovanissima la sua attività di scrittrice e pubblicò il suo primo libro nel 1924 (Fiabe e leggende delle Dolomiti).
Fu una fertilissima autrice di opere organiche ai governi in carica e per questo venne premiata sia dal regime fascista prima della guerra che dalla Repubblica nata dalla Resistenza.
Nel 1938 vinse il Premio Bologna per la letteratura dedicata alla gioventù con una storia sulla spedizione di Fiume. Nel 1965 vinse il Premio della Cultura della Presidenza del Consiglio.
La Ballario fu anche insegnante di lettere nelle scuole medie superiori di Novara, giornalista (scrivendo sulla Gazzetta del popolo, Grazia, Il Corriere dei piccoli), traduttrice di testi da inglese e francese, curatrice di vari sceneggiati per l'infanzia trasmessi dalla RAI.

## Opere
- Le leggende delle Dolomiti, Firenze, Giunti Bemporad Marzocco, 1924;
- Mirilli non ha cuore, Milano, La Prora, 1926;
- I canti della mia solitudine, Milano, Poesie, Casa editrice La vittoriosa, 1930 ( L'anno non è riportato, ma l'autrice lo firma con autografo nel maggio 1930)
- Aglauro detto il moro, ovvero la mirabile istoria di un cavaliere pellegrino pel mondo, Milano, La Prora, 1932;
- Tutto può l'amor d'una mamma : lunga favola narrata ai fanciulli, Gorlini, 1932;
- Il figlio che m'hai  dato, Milano, La Prora, 1935;
- Spettacolo al castello, Milano, La Prora, 1935;
- Al tempo degli dei : la mitologia dei fanciulli, Milano, La Prora, 1936;
- Nassubi, aquilotto del Tigrai: romanzo coloniale per ragazzi, Milano, La Prora, 1936;
- Ragazzi d'Italia nel mondo, Milano, La Prora, 1938;
- Il sole non cessa di splendere, Milano, Mondadori, 1938;
- Le case del diavolo, Milano, A. Mondadori, 1938;
- I disperati della Guardia, 1939 (Premio Bologna Letteratura Infantile);
- La zucca dai semi d'oro, Bologna, Cappelli, 1940;
- Balletto giamaico, Milano, Mondadori, 1940;
- Quartiere Corridoni. Libro di lettura per la II classe elementare delle scuole dei centri urbani, Roma, La Libreria dello Stato, 1941. Le illustrazioni del libro sono di Bruno Angoletta, l'autore di Marmittone per il Corriere dei Piccoli;
- Tutto da rifare, 1943;
- Servizio segreto, Torino, Paravia, 1943;
- Nennolina e i milioni, 1945;
- Redicuori, Milano, Mondadori, 1945;
- Storia di due bambini buoni, Novara, De Agostini, 1945;
- Il sole torna alla fattora, Torino, SEI, 1948 (ristampato con il titolo Il sole ritorna, Milano, Mursia, 1968);
- L'omino di zucchero al pistacchio, Novara, De Agostini, 1948;
- L'Orco bruno, 1950;
- La bambina del Circo Aurora, 1952;
- Cris e la sua stella, 1955;
- Maria Adelaide, Torino, SEI, 1956;
- La vita è meravigliosa, Bologna, Malipiero, 1946;
- Russia, oggi come ieri, Torino, SEI, 1958;
- Novara, terra senza pace, Torino, SEI, 1959, (Premiato nel 1961);
- L'omino che rideva sempre, 1960;
- Fiabe d'ogni paese, 1961;
- L'erba cresce d'estate. Storia della Repubblica dell'Ossola, Firenze, Giunti Marzocco, 1962 (1º Premio Piemonte 1965);
- La settimana dei miracoli, Torino, SEI, 1962;
- La giornata di Gianangelo, 1963;
- Bibiana e la sua strana famiglia, Milano, Bietti, 1964;
- Una ragazza salverà la Francia, Milano, Mursia, 1965;
- La matta giornata dei piccoli sei, Milano, Bietti, 1966;
- La casa sulla collina, Torino, Paravia, 1966;
- Un ladro in Paradiso, Maggiora, Del Forno, 1984.